# Tipologia edilizia
La tipologia edilizia è la classificazione dei fabbricati in base alla presenza di determinate caratteristiche funzionali, dimensionali, distributive ed organizzative.

## La tipologia edilizia residenziale

### Norme di riferimento nella normativa italiana
Nel Decreto interministeriale 2 aprile 1968, n. 1444 sono contenute le norme per la determinazione dei limiti di densità edilizia e per i relativi Standard urbanistici. I varii tipi di edilizia residenziale saranno poi specificati meglio negli strumenti urbanistici comunali: Piano Regolatore Generale (PRG), Piano urbanistico comunale (PUC) e soprattutto nel Piani particolareggiati (PP).

### In aree a utilizzazione estensiva
Sono tipi caratteristici delle aree a indice di utilizzazione territoriale (It) bassa, per cui in aree a utilizzazione estensiva.
Casa unifamiliare destinata ad ospitare un solo nucleo famigliare, è isolata e circondata da uno spazio verde privato. Questo tipo  abitativo richiede un considerevole sviluppo di strade e condutture per i servizi.
Casa a schiera sono costituite dall'aggregazione di alloggi unifamiliari, ciascuno dei quali ha due lati in comune con gli alloggi contigui e dispone di due fronti liberi, l'ingresso e il giardinetto privato, e generalmente si dipana su due piani fuori terra.
Un'altra tipo di aggregazione a bassa intensità è il tipo  della casa a corte, o anche detta casa a patio. In questo caso gli affacci sono solo interni, verso la corte e i lati in comune con gli alloggi continui possono essere tre, cioè tutti tranne quello che ospita l'ingresso.
Altro tipo, sempre più in disuso, è quello della casa a ballatoio. La casa a ballatoio è una casa multipiano nella quale l'accesso agli alloggi avviene appunto dal ballatoio e nella quale gli alloggi, avendo in comune due lati, presentano due affacci contrapposti, di cui uno sul ballatoio.

### In aree a utilizzo semintensiva
Sono quelle caratteristiche delle aree a indice di utilizzazione territoriale (It) media, per cui in aree a utilizzazione semintensiva.
La palazzina plurifamiliare è un condominio consistente in un fabbricato solitamente libero da ogni lato, costruito su aree piuttosto ristrette, con 2-6 appartamenti per piano e con un numero variabile di piani solitamente 3-6. Caratteristico di questo tipo  abitativo sono i cortili interni o le chiostrine sulle quali si affacciano i vani di servizio. Questa soluzione abitativa si è diffusa nelle prime fasce periferiche delle grandi città nel secondo dopoguerra, non sempre con effetti positivi. Difatti questa soluzione abitativa spesso dà luogo a edifici isolati ma vicinissimi gli uni dagli altri, senza i servizi pubblici e le aree verdi.
La casa in linea è un impianto strutturale che è determinato dall'aggregazione di almeno due palazzine unifamiliari. Il numero di piani (da tre fino a sei), dei corpi scala e degli alloggi per piano (da due fino a quattro e più) è variabile. Il corpo di fabbrica ha generalmente dimensioni costanti lungo l'asse trasversale e può crescere indefinitamente lungo l'asse longitudinale. Questo tipo di soluzione abitativa è detta "a stecca" quando l'asse longitudinale è rettilineo, "a crescent" quando tale asso è curvo, "ad angolo" quando segue assi di aggregazione ortogonali. Nel migliore dei casi tali costruzioni sono ubicate nel verde e dotate di scuole, servizi commerciali e per il tempo libero.

### In aree a utilizzazione intensiva
Sono tipi caratteristici delle aree a indice di utilizzazione territoriale (It) alta, per cui in aree a utilizzazione intensiva.
La casa a torre è un particolare tipo di condominio isolato a sviluppo verticale le cui origini nascono dalla necessità di diradare nel verde gli edifici pur mantenendo alta la densità abitativa. Questa soluzione abitativa fu promossa soprattutto dagli architetti razionalisti nella prima metà del Novecento perché offriva maggior superficie libera di suolo per uso pubblico e gli alloggi erano dotati di migliori condizioni di illuminazione e aerazione. La casa a torre può superare i 30 metri e presenta un numero variabile di appartamenti per piano. È caratteristica delle aree a indice di utilizzazione territoriale (It) alta, per cui in aree a utilizzazione intensiva.